# Allen Roach
Allen Roach, né le 9 mars 1952, est un homme politique canadien.
De 2011 à 2019, il est élu à l'Assemblée législative de l'Île-du-Prince-Édouard représentant la circonscription de Montague-Kilmuir en tant qu'un membre du Parti libéral de l'Île-du-Prince-Édouard.